# Lindelbach (Randersacker)
Lindelbach ist ein Gemeindeteil des Marktes Randersacker im unterfränkischen Landkreis Würzburg in Bayern.

## Geografische Lage
Das Pfarrdorf Lindelbach liegt im äußersten Südosten des Gemeindegebietes von Randersacker am gleichnamigen Mainzufluss. Im Norden beginnt das Gemeindegebiet von Theilheim. Der Osten wird von der Gemeinde Biebelried im Landkreis Kitzingen eingenommen, die Gemarkung des Gemeindeteils Westheim liegt dem Ort am nächsten. Im Süden verläuft die Grenze zwischen den Orten Eibelstadt und Sommerhausen. Die Bundesautobahn 3 mit der Ausfahrt Würzburg/Randersacker trennt Lindelbach im Nordwesten von Randersacker.

## Geschichte
Das genaue Alter des Ortes Lindelbach ist nicht festzustellen, allerdings war die Gemarkung des Dorfes bereits zur Zeit der sogenannten Linearbandkeramiker besiedelt. Nordöstlich des heutigen Ortskerns wurde ein Bodendenkmal verortet. In der Bronzezeit blieb der Ort weiterhin bewohnt, ebenso förderte man bei Ausgrabungen Objekte der Latènezeit zutage. Im Zuge der fränkischen Eroberung im Raum um den Main verlegte man das Dorf dann an die heutige Stelle.
Die Franken brachten auch die Christianisierung in die Region. Früh war Lindelbach mit einer sogenannten Taufkapelle ausgestattet worden, die im 12. Jahrhundert mit dem heute noch vorhandenen romanischen Turm verstärkt wurde. Im Jahr 1542 trat die Gemeinde zum lutherischen Bekenntnis über, Lindelbach ist bis heute evangelisch geprägt. Im Jahr 1975 schloss sich die Gemeinde mit dem Nachbardorf Randersacker zur neuen Gemeinde Randersacker zusammen.

## Sehenswürdigkeiten
Den Mittelpunkt des Dorfes bildet die evangelisch-lutherische Pfarrkirche. Sie präsentiert sich als Saalbau mit eingezogenem Chor und östlichem Turm mit Spitzhelm zwischen Langhaus und Chor. Der Chor entstand im 15. Jahrhundert in der heutigen Form. In der Lindelbachstraße haben sich noch einige Wohnhäuser erhalten, die zumeist dem 19. Jahrhundert entstammen. Hier steht auch der alte Dorfbrunnen. Die Umgebung des Dorfes ist von Muschelkalkbrüchen geprägt.